# 岳阳县 (南北朝县份)
岳阳县，中国古县名。
南朝梁大通二年（528年），划罗县东部建岳阳县，治所在今湖南省汨罗市长乐镇。隋朝开皇九年（589年），将湘阴县并入岳阳县，不久，改岳阳县为湘阴县。古岳阳县从此消失。现在的岳阳县是民国初由巴陵县改名，借用古岳阳县名而辖境不同，一在北，一在南。